# Escut de Belize
L'escut de Belize data del 1981, any de la independència, si bé és molt semblant a la versió anterior, adoptada el 1967, a la qual es va afegir la corona de fulles exterior i la terrassa de vegetació sota els dos sostenidors i es va fer més gran l'arbre que timbra l'escut. L'escut originari colonial de l'Hondures Britànica, que ja era tercejat i incloïa el vaixell i els símbols de la indústria de la fusta, és del 1819 i es va canviar significativament el 1907 i el 1967 fins a adoptar la forma actual.
Els diversos motius representats a l'escut fan referència a un aspecte important de la història de Belize, la indústria de la caoba, que va formar la base de l'economia del país als segles xviii i xix.
L'escut forma part també de la bandera estatal, on se situa a la part central.

## Blasonament
Escut tercejat en perla revessada: al primer, d'argent, un rem i una destral quadrada al natural passades en sautor; al segon, d'or, una serra i una destral triangular també al natural i passades en sautor; al tercer, de blau celeste, un vaixell al natural navegant sobre un peu ondat d'atzur damunt dues faixes de sinople i or.
Per timbre, un arbre de caoba al natural. Com a sostenidors: a la destra, un llenyataire caucasià al natural, amb pantalons d'argent, que porta una destral a la mà dreta; a la sinistra, un llenyataire negre al natural, també amb pantalons d'argent, que porta un rem a la mà esquerra; tots dos damunt una terrassa herbàcia al natural.
Sota l'escut, una cinta d'argent amb el lema nacional en llatí: SUB UMBRA FLOREO ('Floreixo a l'ombra').
Tot el conjunt, voltat d'una corona de 25 fulles al natural.